# Aiugosio
L'aiugosio è un α-galattoside.
È stato trovato nelle radici e nelle foglie di alcune Lamiaceae, in alcuni genotipi di arachidi ed è presente nei legumi in quantità molto minori rispetto agli altri oligosaccaridi della serie del raffinosio.